# Kottayam-Malabar
Kottayam-Malabar is een census town in het district Kannur van de Indiase staat Kerala. 

## Demografie
Volgens de Indiase volkstelling van 2001 wonen er 17500 mensen in Kottayam-Malabar, waarvan 47% mannelijk en 53% vrouwelijk is. De plaats heeft een alfabetiseringsgraad van 84%. 